# 爆炸頭武士：復活
《爆炸頭武士：復活》（日語：アフロサムライ レザレクション）是一部2009年日美合製的動作冒險動畫電視電影，電視迷你動畫劇《爆炸頭武士》的續集，山繆·傑克森和劉玉玲擔任主要配音員。電影2009年1月25日在美國Spike TV首播，2009年12月12日在日本院線上映，後在富士電視台上播出。
在黃金時段艾美獎最佳動畫節目上，《爆炸頭武士：復活》輸給了《親親麻吉》。但本片的美術監督池田繁美贏得了黃金時段艾美獎動畫節目最佳個人成就。

## 配音員
- 山繆·傑克森配音爆炸頭武士／忍者忍者[4]
  - 菲爾·拉馬爾配音年輕的爆炸頭
- 劉玉玲配音蕭夫人
  - 艾莉尔·温特配音年輕的蕭
- 尤里·洛文塔爾配音陣之助／隈研吾
- 馬克·漢米爾配音賓
- 杰夫·班奈特配音兄弟三號
- S·史考特·布拉克配音達曼教授
- 格蕾·德莱尔配音巴
- 格雷格·伊格爾斯配音六太郎
- 扎克瑞·戈登配音小太郎
- 利亞姆·奧布萊恩配音七五郎
- RZA配音DJ

## 外部連結
- 官方网站
- 互联网电影数据库（IMDb）上《爆炸頭武士：復活》的资料（英文）